# پاشلک جنگلی
پاشلک جنگلی (نام علمی: Gallinago nemoricola) نام یک گونه از تیره آبچلیک است.